# Kiyomi Watanabe
Kiyomi Watanabe (渡辺 聖未?, Watanabe Kiyomi; Cebu, 25 agosto 1996) è una judoka filippina.

## Biografia
Nasce a Cebu il 25 agosto 1996, da madre filippina originaria di Mandaue e padre giapponese. All'età di otto anni si trasferisce in Giappone, dove frequenta scienze motorie e sportive presso l'Università di Waseda.

## Palmarès
- Giochi asiatici

Giacarta-Palembang 2018: argento nei 63 kg.
- Giochi del Sud-est asiatico

Giacarta-Palembang 2011: bronzo nei 70 kg.
Napyidaw 2013: oro nei 63 kg.
Singapore 2015: oro nei 63 kg.
Kuala Lumpur 2017: oro nei 63 kg.
Manila 2019: oro nei 63 kg.